# Cojoba rufescens
Cojoba rufescens är en ärtväxtart som först beskrevs av George Bentham, och fick sitt nu gällande namn av Nathaniel Lord Britton och Joseph Nelson Rose. Cojoba rufescens ingår i släktet Cojoba, och familjen ärtväxter. IUCN kategoriserar arten globalt som livskraftig. Utöver nominatformen finns också underarten C. r. rufescens.